# Impatiens poculifer
Impatiens poculifer är en balsaminväxtart som beskrevs av Joseph Dalton Hooker. Impatiens poculifer ingår i släktet balsaminer, och familjen balsaminväxter. Inga underarter finns listade i Catalogue of Life.